# Szilárd tinta
A szilárd tinta (angolul colorstick ink vagy solid ink) a nyomtatókban és multifunkciós eszközökben használt technológia, amit eredetileg a Tektronix fejlesztett ki 1986-ban.

## Története
A Tektronix Inc. kezdte meg a szilárd tintás technológia fejlesztését 1986-ban. Miután a Xerox Corp. felvásárolta őket (2000-ben), a technológiát tovább fejlesztették. Az alapvető Tektronix vonások ma is fellelhetőek: élénk színek, viaszos-fényes nyomatfelület, hatékony nyomtatás és költségtakarékosság.

## Működése
A technológia a hagyományos lézernyomtatási technológiákhoz képes környezetbarát, mert kevesebb használt festék keletkezik (a keletkező hulladék is szilárd állapotú), nincs szükség a fényhenger (más néven dob) cseréjére, mert az állandó és nem kopik, illetve nem romlik az állapota (a nyomatminőségért sem a dob a felelős ennél a technológiánál). A fixálás is alacsonyabb hőmérsékleten történik, kevesebb kopó alkatrész igénybevételével.
A festék szilárd halmazállapotban kerül a nyomtatóba, leginkább a zsírkrétához hasonlít, és a nyomtató hevíti fel folyékonnyá, így kerül a nyomtató fejbe. A technológia hasonlít a jet-tintasugaras nyomtatókhoz (leginkább az offset nyomtatáshoz), bár ott a festék közvetlenül jut a hordozóra, nem a dobra kerül fel.
A festék, az úgynevezett solid ink egy része eredetileg növényi olajból készült. Kezdetben gyanta alapú volt a festék, a legújabb nyomtatók már viasz alapú festékkel dolgoznak.

## Előnyök és hátrányok
Előnyök:
1. Élénk színek, viaszos felület.
2. Gyors első nyomat
3. Kevesebb hulladék
4. Nem termel ózont
5. Sokféle médiára nyomtathatunk vele, bármilyen környezetbarát papírra, illetve ofszetpapírra is.

Hátrányok:
1. Lassú felmelegedési idő
2. Villamosenergia fogyasztás (folyamatosan olvasztott állapotban kell tartania a tintát)
3. Áramszünet esetén nagy mennyiségű tintát olvaszt újra és ezáltal feleslegesen fogyasztja a festéket. A nyomtató fejben lévő tintát kiüríti és újat olvaszt fel. (Egy szünetmentes tápegységgel orvosolható a probléma)
4. Nem szabad mozgatni, szállítani is csak egy óra lehűlés után.
5. A nyomat felületére nem lehet írni, a nyomatot nem lehet felül- vagy újranyomtatni lézernyomtatóval, mert a lézernyomtató magasabb hőfokon rögzíti a festéket a lapra, így tönkre megy a szilárdtintás nyomat.
6. Nem UV-ellenálló a nyomat.